# Villazón

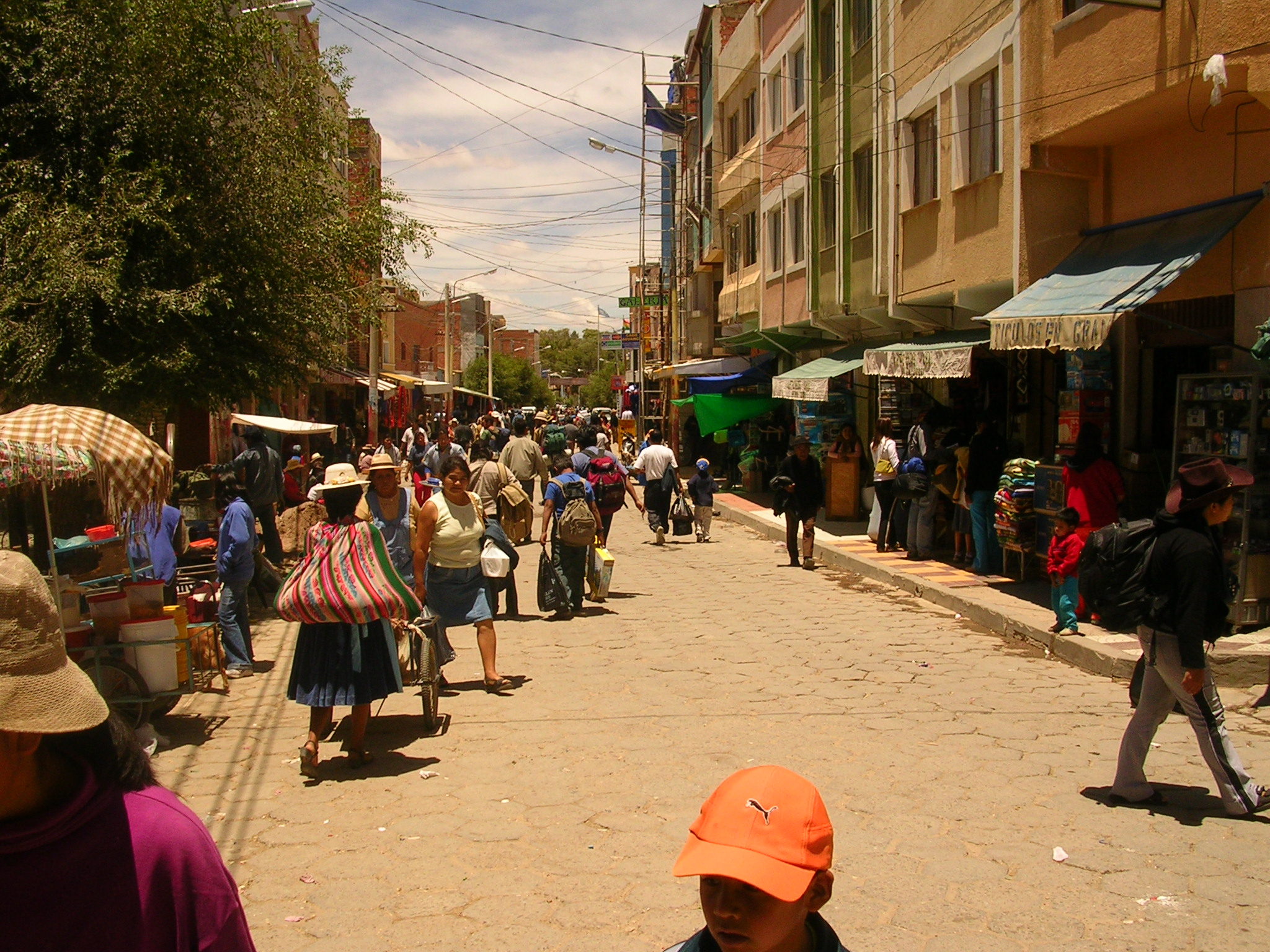
Villazón

Villazón är en stad i departementet Potosí i Bolivia. Staden, som har en beräknad folkmängd av 32 332 invånare (2008), ligger 3 400 meter över havet vid La Quiaca-floden nära den argentinska staden La Quiaca. Avståndet till Potosí är 347 kilometer och det finns en järnvägsförbindelse mellan de båda städerna.
Villazón grundades 20 maj 1910 av Eliodoro Villazón.
Medeltemperaturen i staden ligger på 12 grader Celsius och årsnederbörden är låg.